# Akava'ine
Akava'ine és una paraula maorí de les illes Cook que, des de la dècada del 2000, es refereix a les persones transgènere d'ascendència maorí de les illes Cook.
Pot ser un costum antic però té una identitat contemporània influenciada per altres polinesis, a través de la interacció intercultural dels polinesis que viuen a Nova Zelanda, especialment els fa'afafine de Samoa, gent del tercer gènere que ocupen un lloc especial a la societat samoana.

## Termes i etimologia
Segons el diccionari maori de les Illes Cook (1995) 'akava'ine es una paraula formada pel prefix aka («ser» o «comportar-se com») i va'ine (dona), o simplement, «comportar-se com una dona»; (antònim: 'akatāne («actua de manera masculina» o «gallimarsot»).
La paraula maorí de Nova Zelanda whakawahine, la paraula samoana fa'afafine, i la paraula malgaix sarambavy tenen un significat paral·lel
Segons Alexeyeff, akava'ine és una paraula maorí de les Illes Cook per a les dones que tenen una opinió inflada d'elles mateixes, criden l'atenció de maneres que pertorben el grup, no fan cas dels consells dels altres o que actuen de manera egoista o per autopromocionar-se.
De vegades, la paraula laelae també s'utilitza habitualment quan implica crítiques o ridiculitzacions del comportament femení mostrat per un home, per exemple, descrit com a efeminat o homosexual. Laelae és el terme col·loquial de les Illes Cook, que és similar al raerae utilitzat a Tahití.
La paraula tutuva'ine (que significa «com una dona») s'utilitza amb menys freqüència i normalment es refereix a un travesti o un drag queen.
L'homosexualitat és il·legal per als homes a les illes Cook, però hi ha un moviment transgènere a les illes del Pacífic per despenalitzar els drets LGBT.

## Història
Els habitants de les illes del Pacífic tenen una llarga història d'integració, posicions d'autoritat, respecte i acceptació cap a les persones amb inconformitat de gènere. Després de l'arribada dels missioners anglesos durant el segle xix, això va començar a canviar ràpidament.
Donald Marshall va negar que hi hagués «homosexuals» a Mangaia, a les Illes Cook, mentre estimava que a Mangaia hi havia dos o tres berdache, «homes que gaudeixen del treball de les dones, poden tenir una figura femenina i, fins a cert punt, poden vestir-se com una dona». «No hi ha reprovació social dels indicis de travestisme». Els nois i homes que va observar gaudien i destacaven amb el treball de les dones i que «se'ls demana sovint per ajudar a cuinar, festes, cosir fundes de coixí i retallar vestits i patrons de vestits» i «no mostren cap desig aparent de tenir parelles sexuals masculines».
Beaglehole també va afirmar que un altre lloc de les Illes Cook:
| « | ...les perversions, en el sentit de pràctiques sexuals que substitueixen les relacions sexuals, són probablement desconegudes a Pukapuka. Això sense perjudici dels actes o actituds de sentiment que puguin acompanyar el desenvolupament del caràcter ontogenètic en el sentit analític estricte, però que, encara que es produeixin, no es poden qualificar adequadament de perversions. No hi ha cap paraula en la llengua de Pukapuka per indicar l'homosexualitat, ni els informants podrien dir que mai va passar. En l'actualitat hi ha un jove al poble de Yato que es diu que és «wakawawine» (ser com una dona), d'entre 16 i 17 anys, que sembla totalment desenvolupat físicament, però té una veu aguda força efeminada. Porta roba d'home. No passeja pel poble com fan altres joves que es congreguen primer en una jornada de portes obertes, després en una altra, per tafanejar. Realitza treballs generals de dones, fa objectes trenats i amb perles, cos més del que és habitual per a un mascle i cuina. També fa una mica de feina d'homes, pesca, recol·lecta i desgrana fruits secs i elabora sennit. De tant en tant lluita amb altres homes però no participa en la majoria d'esports. Els seus companys del poble noten particularitats en el seu comportament, però no es comenta obertament. | » |

Gairebé dues dècades més tard, Beaglehole no va fer un seguiment dels wakawawine (ni tan sols se'n va recordar) en escriure això:
| « | L'homosexualitat és una pràctica desconeguda a Aitutaki. Els informants només podien recordar dos casos de comportaments semblants a «berdache». Dos nois adolescents van deixar la pesca i la jardineria en favor del treball de les dones i van adquirir una gran reputació a la comunitat per les seves habilitats en les tasques domèstiques, el brodat i la confecció de estores. Finalment, un noi es va casar i es va adaptar al paper d'un home; l'altre va abandonar l'illa i es va establir a un altre lloc. | » |

## En la cultura contemporànea
A finals de la dècada del 1990, el terme laelae, un malleu del raerae tahitià o rae-rae, era el terme més utilitzat per descriure les categories transgènere «tradicionals» i els individus considerats «gais».
L'ús de la paraula maorí Akava'ine per a una persona transgènere sembla ser recent, ja que no hi ha proves d'això com un paper de gènere establert a la societat maorí de les illes Cook. No està documentat en les diverses trobades escrites detallades del poble maorí durant des de l'època precristiana fins a entre mitjans del 1800 i principis del 1900, tot i que aquests relats són gairebé tots d'occidentals i de missioners. En canvi, les persones transgènere s'esmenten als registres de Samoa (fa'afafine), Tahití i Hawaii (māhū).
L'homosexualitat està prohibida a les Illes Cook per als homes, mentre que les dones són lliures de tenir relacions homosexuals.
Alguns akava'ine participen en l'elaboració de tivaevae (mantes decorades), una activitat tradicionalment feta per les dones de la comunitat.
Te Tiare Association Inc (TTA) es va constituir formalment el 30 de novembre de 2007 al Tribunal Superior de Rarotonga; és una organització creada per reunir els 'akava'ine de les Illes Cook, per ajudar-los a nodrir-los, enfortir-los i educar-los perquè puguin ajudar-se entre ells mateixos. El 21 de juny de 2008, hi va haver el llançament oficial de TTA i el llançament d'una associació entre TTA i la Pacific Islands Aids Foundation.
Akava'ine s'inclou a l'acrònim MVPFAFF (māhū, vakasalewalewa, palopa, fa'afafine, akava'ine, fakaleiti i fakafifine), encunyat per Phylesha Brown-Acton, per a «millorar la consciència de la diversitat de gènere dels Pasifika a més del terme LGBTQI».